# Makoto Murata

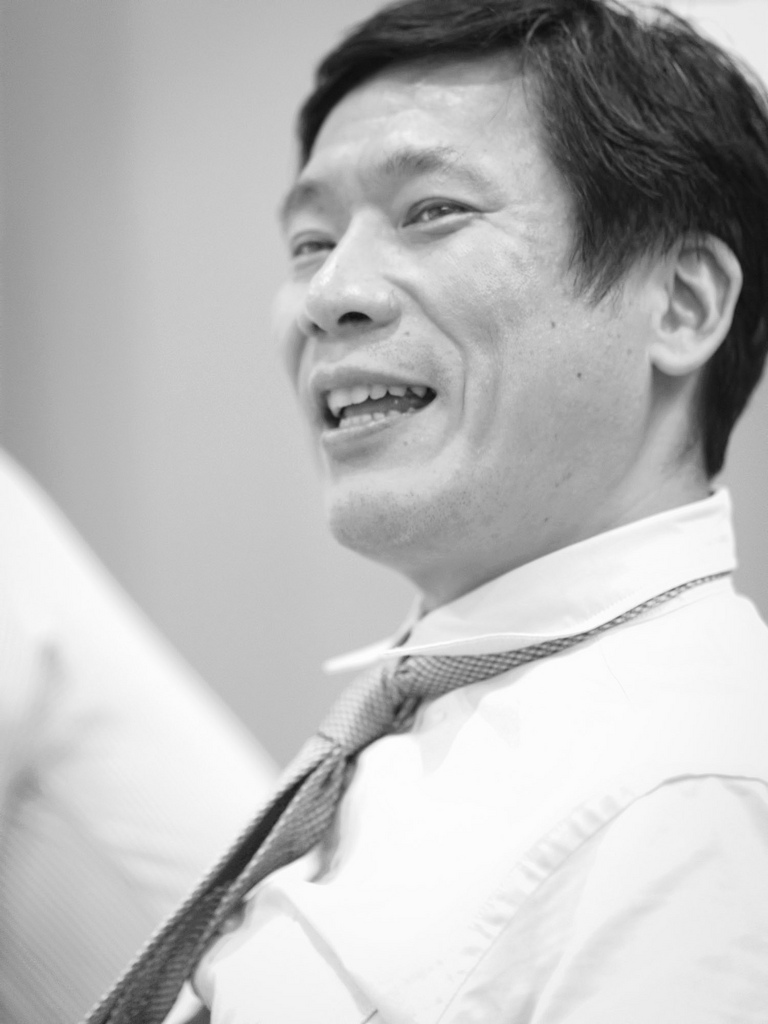
Murata 2013

Murata Makoto (jap. 村田 真; * 1960) ist ein japanischer Informatiker. Er war Mitglied der W3C Working Group (World Wide Web Consortium), die die XML-Spezifikation entwickelt hat. Im Jahr 2000 entwickelte er die Spezifikationssprache RELAX, die er später zusammen mit James Clark zu RELAX NG, einer bekannten Alternative zu XML Schema, weiterentwickelte.

## Werdegang
1982 machte Murata seinen Bachelor an der Faculty of Science der Universität Kyōto.
1985 begann er für Fuji Xerox zu arbeiten.
Von 1993 bis 1995 arbeitete er am Xerox Webster Research Center. Seit 1997 arbeitete er für Fuji Xerox Information Systems.
Im Jahr 2000 verließ er Fuji Xerox und arbeitet seitdem an der International University of Japan und dem IBM Tokyo Research Laboratory.

## Arbeiten

### XML
Seit 1997 war er Mitglied der W3C Working Group (World Wide Web Consortium), die die XML Spezifikation 1.0 entwickelte. Später erarbeitete er das XML Japanese Profile, das sich mit der Darstellung japanischer Schrift im XML beschäftigt.

### RELAX and RELAX NG
Murata und James Clark waren kritisch gegenüber dem XML Schema Standard des W3C. Murata hatte bereits zuvor RELAX entwickelt, daraus wurde dann in Zusammenarbeit mit James Clark RELAX NG als Alternative zu XML Schema.

### Schriften
- Hiroshi Maruyama, Kent Tamura, Naohiko Uramoto, Makoto Murata, Andy Clark, Yuichi Nakamura, Ryo Neyama, Kazuya Kosaka und Satoshi Hada: XML and Java: Developing Web Applications, Second Edition. Addison-Wesley Professional, 2002, ISBN 0-201-77004-0.